# Klaus Aeffke
Klaus Aeffke (n. 9 mai 1940, Neustrelitz, Republica Democrată Germană, Germania Nazistă) este un canotor german, medaliat olimpic. A participat la o ediție a Jocurilor Olimpice (1964) în care a câștigat o medalie de argint.

## Participări
Lista de mai jos prezintă principalele competiții la care a participat Klaus Aeffke de-a lungul carierei.
- rowing at the 1964 Summer Olympics – men's eight[*][3]